# أورا كيديم
أورا كيديم (العبرية : אורה קדם) (من مواليد 1924) هي بروفيسورة إسرائيلية في معهد وايزمان للعلوم. 
حصلت على جائزة إسرائيل في مجال علوم الحياة في عام 1961. 
في عام 2005 انتخبت كيديم عضوًا في الأكاديمية الوطنية للهندسة لمساهماتها في مجال الديناميكا الحرارية لعمليات النقل في مسار واحد، وتطوير عمليات الفصل لمعالجة المياه ومياه الصرف.

## روابط خارجية
- السيرة الذاتية من جامعة توينتي ، هولندا
- السيرة الذاتية في JewishVirtualLibrary.org